# The Takeover (film 2022)
The Takeover è un film del 2022, diretto da Annemarie van de Mond.

## Trama
Una hacker viene incastrata per omicidio dopo che scopre uno scandalo per privacy. Dovrà fuggire dalla polizia e cercare chi la ricatta.

## Distribuzione
Il film è stato distribuito sulla piattaforma Netflix dal 01 novembre 2022.